# オットー (企業)
オットーグループ (Otto GmbH & Co KG)は、ドイツ・ハンブルクに本社を置く通信販売、電子商取引の企業である。
1949年にヴェルナー・オットーが通販カタログを発行。当時は28アイテムのみだったが、1960年代には電話による通販を始める。オットーは世界30カ国で123の子会社を持っている。

## 日本法人
1986年9月、住友商事と合弁で住商オットーメールオーダー株式会社を設立して日本進出。東京都千代田区に本社を置き、婦人服を中心としたファッションのカタログ通販事業を行ってきた。
1993年12月、アメリカのエディー・バウアー社との合弁で、日本法人のエディー・バウアー・ジャパン株式会社を設立。
1994年1月、東京都中央区に本社を移転。1999年2月、東京都八王子市に自社カスタマーサービスセンターを開設。
2000年1月、インターネット通販を開始。2005年10月、東京都世田谷区に本社を移転。
2007年12月、オットージャパン株式会社 (Otto Japan Inc.) に社名変更。
2009年に住友商事が株式を売却。
2020年7月31日に経営陣によるマネジメント・バイアウト (MBO) を実施し、オットージャパンの全株式をドイツのオットーグループから譲受してオットーグループから離脱。これに伴い、同年8月13日にオットージャパンはノース・モール株式会社 (North Mall Co., Ltd.)に社名変更した。新型コロナウイルス感染症の流行の影響もあり、取り扱い商品のジャンルを拡げてアパレル通販サイトからの脱却を目指すとしている。